# يوليوس ليبرت
يوليوس ليبرت (بالألمانية: Julius Lippert)‏ هو صحفي وسياسي ألماني، ولد في 9 يوليو 1895 في بازل في سويسرا، وتوفي في 30 يونيو 1956 في باد شفالباخ في ألمانيا. حزبياً، نشط في الحزب النازي وحزب الشعب الوطني الألماني وGerman Völkisch Freedom Party ‏. وقد انتخب عضو مجلس الشورى الموحد بروسيا وانتخب عمدة.

## روابط خارجية
- يوليوس ليبرت على موقع مونزينجر (الألمانية)